# Vila Nova da Rainha (Tondela)
Vila Nova da Rainha é uma povoação portuguesa do Município de Tondela que foi sede da extinta Freguesia de Vila Nova da Rainha, freguesia que tinha 5,66 km² de área e 476 habitantes (2011), e, por isso, uma densidade populacional de 84,1 hab/km².
Com a reorganização administrativa de 2012, a Freguesia de Vila Nova da Rainha foi agregada à Freguesia de Mouraz tendo sido criada a União das Freguesias de Mouraz e Vila Nova da Rainha.

## População
| População da freguesia de Vila Nova da Rainha | População da freguesia de Vila Nova da Rainha | População da freguesia de Vila Nova da Rainha | População da freguesia de Vila Nova da Rainha | População da freguesia de Vila Nova da Rainha | População da freguesia de Vila Nova da Rainha | População da freguesia de Vila Nova da Rainha | População da freguesia de Vila Nova da Rainha | População da freguesia de Vila Nova da Rainha | População da freguesia de Vila Nova da Rainha | População da freguesia de Vila Nova da Rainha | População da freguesia de Vila Nova da Rainha | População da freguesia de Vila Nova da Rainha | População da freguesia de Vila Nova da Rainha | População da freguesia de Vila Nova da Rainha |
| --------------------------------------------- | --------------------------------------------- | --------------------------------------------- | --------------------------------------------- | --------------------------------------------- | --------------------------------------------- | --------------------------------------------- | --------------------------------------------- | --------------------------------------------- | --------------------------------------------- | --------------------------------------------- | --------------------------------------------- | --------------------------------------------- | --------------------------------------------- | --------------------------------------------- |
| 1864                                          | 1878                                          | 1890                                          | 1900                                          | 1911                                          | 1920                                          | 1930                                          | 1940                                          | 1950                                          | 1960                                          | 1970                                          | 1981                                          | 1991                                          | 2001                                          | 2011                                          |
| 497                                           | 578                                           | 634                                           | 650                                           | 556                                           | 622                                           | 694                                           | 908                                           | 893                                           | 797                                           | 644                                           | 588                                           | 549                                           | 540                                           | 476                                           |

Nos anos de 1864 a 1890 figura no concelho de Santa Comba Dão, tendo passado para este concelho (atual município) por decreto de 7 de setembro de 1895
| Distribuição da População por Grupos Etários | Distribuição da População por Grupos Etários | Distribuição da População por Grupos Etários | Distribuição da População por Grupos Etários | Distribuição da População por Grupos Etários | Distribuição da População por Grupos Etários | Distribuição da População por Grupos Etários | Distribuição da População por Grupos Etários | Distribuição da População por Grupos Etários | Distribuição da População por Grupos Etários |
| -------------------------------------------- | -------------------------------------------- | -------------------------------------------- | -------------------------------------------- | -------------------------------------------- | -------------------------------------------- | -------------------------------------------- | -------------------------------------------- | -------------------------------------------- | -------------------------------------------- |
| Ano                                          | 0-14 Anos                                    | 15-24 Anos                                   | 25-64 Anos                                   | > 65 Anos                                    |                                              | 0-14 Anos                                    | 15-24 Anos                                   | 25-64 Anos                                   | > 65 Anos                                    |
| 2001                                         | 85                                           | 63                                           | 256                                          | 136                                          |                                              | 15,7%                                        | 11,7%                                        | 47,4%                                        | 25,2%                                        |
| 2011                                         | 64                                           | 43                                           | 228                                          | 141                                          |                                              | 13,4%                                        | 9,0%                                         | 47,9%                                        | 29,6%                                        |

1. ↑  Diário da República (1.ª série — N.º 19 — 28 de janeiro de 2013) - página da Comissão Nacional de Eleições
2. ↑  Instituto Nacional de Estatística (Recenseamentos Gerais da População) - https://www.ine.pt/xportal/xmain?xpid=INE&xpgid=ine_publicacoes